# Dripetis
Dripetis, perzijska princeza, bila je mlađa kćer ahemenidskog vladara Darija III. i kraljice Stateire I., sestra od Stateire II., unuka od Sisigambis, te žena makedonskog generala Hefestiona.
Iako se Dripetis ne spominje poimenice, smatra se da ju je zarobio Aleksandar Makedonski nakon bitke kod Isa i poraza perzijske vojske 333. pr. Kr. kada je Darije III. bježeći pred Makedoncima morao napustiti gotovo cijelu obitelj.
Godine 324. pr. Kr. u gradu Suzi Dripetis se udala za Hefestiona, dok se njena sestra Statiera II. udala za Aleksandra Makedonskog. U manje od godinu dana nakon vjenčanja, obje sestre postale su udovice, dok je njih dala pogubiti druga Aleksandrova žena Roksana, koja je svome sinu željela osigurati prijestolje.

## Poveznice
- Darije III.
- Stateira I.
- Ahemenidsko Perzijsko Carstvo

## Vanjske poveznice
- Dripetis - kćer Darija i žena Hefestiona (Pothos.org)
- Dripetis (AncientLibrary.com)